# Аполловы
Аполловы (в старину также писались как Опалевы и Опаловы) — старинный русский дворянский род, ведущий начало с конца XV века, когда Никита Семёнович Опалов владел поместьем в Бежецкой пятине на Новгородской земле.

## Происхождение и история рода
Михайло Опалев был убит в сражении с татарами на реке Свияге в 1547 году и имя его было вписано, вместе с другими, в синодик Успенского собора города Москвы на вечное поминовение.
Замятня Опалев был городничим в городе Полоце в 1577 году.
Зебстрий Опалев имел двух сыновей, Григория и Василия, приставших в Новгороде к шведской партии принца Карла Густава. Они поступили на службу шведскому монарху, и 13 сентября 1631 года были причислены королём Густавом II Адольфом к шведскому дворянству: Григорий под именем Apollof, а Василий под именем Zebstrieff. Григорий от брака с Аграфеной Феодоровной Аминовой (см. Аминовы, Аминофф) имел дочь Александру, бывшую в замужестве за Семёном Кузьмичем Калитиным, и трёх сыновей, служивших в шведском войске офицерами. Один из них, Иван, был подполковником и комендантом в Ниеншанце, Пётр был капитаном, а Василий — ротмистром и комендантом в Копорье.